# أغنية لأجل المحبين (سونغ فور دي لوفرس)
"A Song for the Lovers" بما معناه أغنية لأجل المحبين هي أغنية من لون «الروك البديل» للمغني العالمي ريتشارد أشكروفت، من ألبوم alone with everybody بالعربية «وحيدا مع الجميع»، الذي خرج إلى الساحة الفنية يوم 	26 بونبو سنة 2000 م، وهو أول ألبوم فردي له بعد انعزال مجموعة «ذا فيرف»

## شريط فيدو الأغنية
كمعظم أعمال ريتشارد أشكروفت تطبعها أفكار فنية موسيقية متميزة، وكذلك من حيث الشكل في فيديو كليب الأغنية، فقد قُدم بشكل فريد من نوعه، بنمط سردي حيث يظهر الفنان تائها وحيدا في جل مقاطع الفيديو منتظرا اتصال أو قدوم حبيبته.
في مكان بسيط من حجرة فندق، يبدأ المقطع باستيقاظ ريتشارد أشكروفت من حجرة النوم، ثم يجيب على اتصال هاتفي. المؤثرات الصوتية الخارجية هو أمر غير عادي في معظم أشرطة الفيديو الموسيقية، حبث تم استخدام بعض المؤثرات الخارجبة الصوتية في الشريط، كصوت أنبوب المياه ورنين الهاتف، ومؤثرات مرئية «كمصابيح الشقة» والإنارة، لخلق صورة أكثر قربا من عوالم حياة يومية لإنسان بسيط.
تنطلق الأغنية في المقطع الأول بعبارة:
- أقضي الليل، نعم،
- أبحث عن دواخلي في غرفة فندق.
- في انتظارك...

في وسط "الشريط" يكسّر الأغنية تقطّع مقصود ليرافق المتلقي الفنان في هذا الانتظار بالعبارة المتكررة: "دي جي "بلاي سونغ فور ذ لوفرز"... يمعنى (دي جي أدّي أغنيةً لأجلّ المحبين)...

## وصلات خارجية
- الأغنية على قناة ريتشارد أشكروفت (يوتوب)